# Dim Mak

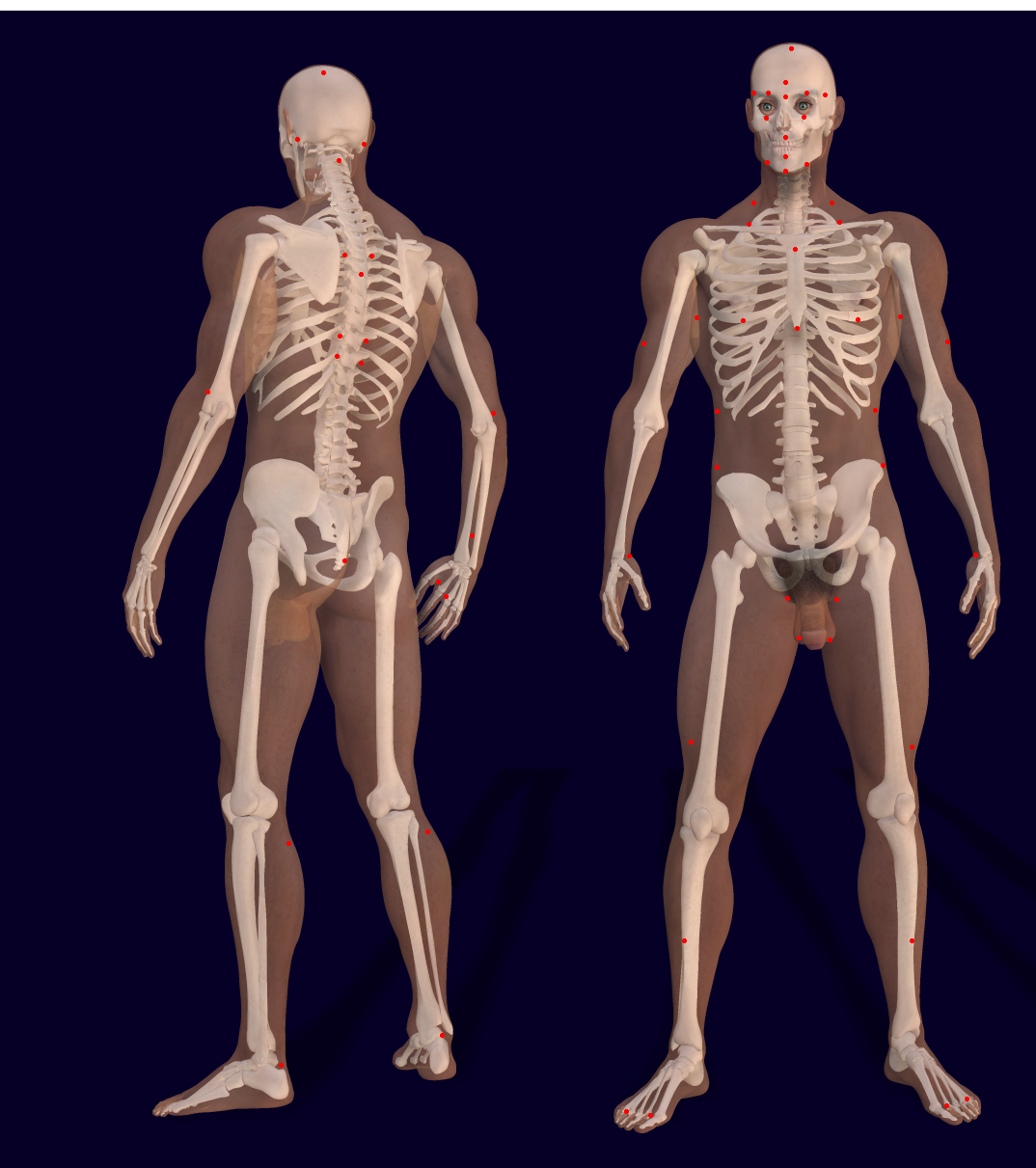
40 Vitalpunkte nach Funakoshi Gichin

Mit Dim Mak – Hochchinesisch Dianmai – oder „Kunst der tödlichen Berührung“ (chinesisch 點脈 / 点脉, Pinyin diǎnmài, Jyutping dim2mak6 – „mit dem Finger auf den Meridian drücken“) wird ein in mehreren asiatischen Kampfkünsten postuliertes Konzept bezeichnet, bei dem durch Druck, einen Stoß oder Schlag sogenannte Nervendruckpunkte des Gegners angegriffen werden sollen, um bei diesem intensive Schmerzen auszulösen, kurzzeitige Lähmung, Atemstillstand oder gar den Tod herbeizuführen.
Das Konzept ist wissenschaftlich nicht belegt.
Der Begriff Dim Jyut – Hochchinesisch Dianxue – (點穴 / 点穴,  diǎnxué, Jyutping dim2jyut6 – „mit dem Finger auf dem Nervendruckpunkt drücken“) hingegen ist ein Unterbegriff. Die beiden Begriffe stammen aus dem Kantonesischen.

## Systematik des Dim Mak
Dim Mak basiert auf drei Säulen:
- Dim-Ching: Wissen über das Nervensystem, seine Funktion sowie die Leitbahnen und deren Beeinflussung
- Dim-Hsueh: Wissen über den Blutkreislauf
- die Lebensenergie Qi (Chi) und deren Beeinflussung

## Dim Mak – kämpfen und heilen
Die benutzten Punkte (auch Vitalpunkte genannt) entsprechen den Akupunktur-Punkten der traditionellen chinesischen Medizin. Von den dort aufgeführten 365 Punkten werden bei den asiatischen Kampfsportarten 108 Punkte verwendet. Das Taijiquan geht davon aus, dass 46 Punkte des eigenen Körpers verwendet werden können, um Qi auszusenden (Qi-Projektion bzw. Qi-Stoß).
Funakoshi Gichin, der Begründer des modernen Karate, beschreibt 40 Vitalpunkte, die als Angriffspunkte gelten. Diese sind allerdings anatomisch begründet und nicht über ihre Lage im „Meridiansystem“. Die Wirkung beruht dann auch auf der Zerstörung bestimmter anatomischer Strukturen, der Einwirkung auf Nervenzentren und Schmerzrezeptoren usw. Sie decken sich teilweise mit den im „Meridiansystem“ beschriebenen Punkten.

### Einteilung der Vitalpunkte
Grundlegend werden die Vitalpunkte in vier Gruppen eingeteilt:
- 昏穴,  hūnxué: sollen Ohnmacht bewirken
- 啞穴 / 哑穴,  yǎxué: sollen Stummheit bewirken
- 麻穴,  máxué: sollen Lähmung bewirken
- 死穴,  sǐxué: sollen den Tod bewirken

Von den 108 Vitalpunkten, die in der Regel an den Verbindungsstellen der Muskeln mit den Sehnen liegen, sollen
- 72 Punkte Verletzungen und bleibende Schäden bewirken
- 36 Punkte möglicherweise den Tod bewirken[3]

### Anwendung
Jeder der 365 Akupunkturpunkte der traditionellen chinesischen Medizin soll für Angriff und Heilung nutzbar sein. In der Literatur gibt es bis zu etwa 1500 Punkte, die aus den 365 Akupunkturpunkten und weiteren über 1000 so genannten „Stellen“ bestehen. Die Anwendbarkeit dieser Punkte für den realen Fall der Selbstverteidigung darf unabhängig von der Wirksamkeit des Dim Mak bezweifelt werden, was einerseits an deren Erreichbarkeit, aber auch der notwendigen Präzision beim Finden und richtigen Treffen dieser im Wesentlichen nur 1–3 mm kleinen Stellen im Kampfgeschehen liegt.

### Heilen
Der Lernende studiert bei Dim Mak zuerst Heilmethoden und erst dann die Kampfhandlung selbst. Hier wird das Thema Akupressur wesentlich zentralisiert, aber auch die Heilung durch Tuina oder die Kräuterheilkunde spielt eine Rolle.